# Chiesa di San Filastrio (Tavernole sul Mella)
La chiesa di San Filastrio è un luogo di culto di Tavernole sul Mella, in provincia di Brescia. Appartiene alla zona pastorale dell'Alta Val Trompia e risale al XIII secolo.

## Storia
L'edificio primitivo fu costruito a partire dal XIII secolo ed ultimato entro il secolo successivo. Nel XV secolo fu oggetto di importanti lavori di ampliamento che comportarono l'innalzamento della copertura del tetto, e l'erezione della torre campanaria, con basamento all'interno dell'aula e conseguente necesità dell'inserimento di una colonna con funzioni statiche. Sempre in quel periodo gli interni vennero arricchiti di un importante ciclo di affreschi.
Durante il secolo successivo le decorazioni interne vennero ulteriormente arricchite
Nel 1666 sul prospetto principale venne aperta, sopra l'ingresso, una grande finestra rettangolare e le decorazioni in quella parte dell'edificio furono ricoperte.
All'inizio del XX secolo fu necessario un intervento di restauro conservativo e, durante gli anni del secondo conflitto mondiale, le decorazioni originali vennero recuperate e curate da Angelo Sala e Mario Pescatori. Altri momenti di lavori conservativi furono realizzati negli anni ottanta e nel primo decennio del XXI secolo.

## Descrizione

### Esterno
L'edificio si trova nell'area del camposanto di Tavernole sul Mella. Un piccolo spazio cimiteriale è posizionato a settentrione della chiesa e uno spazio maggiore e più moderno si trova a meridione. Il suo orientamento è verso sud est. Il prospetto principale è a capanna con due spioventi e fortemente asimmetrico. Sulla parte destra del corpo della chiesa si trova un ampio portico di aspetto romanico con volte rette da quattro colonne che si conclude con parte chiusa che protegge una cappella votiva. Sulla facciata il portale è architravato ed è sormontato da una grande finestra rettangolare. Sulla facciata e sulla fiancata sono presenti importanti resti di affreschi. Nella parte sotto il portico sono fissate alla parete numerose lapidi marmoree. La torre campanaria si alza nella parte sinistra della struttura, anch'essa di forme romaniche e con cella campanaria che si apre con quattro finestre a monofora. Sempre a sinistra si trova la sagrestia, che anticamente fu la cappella con dedicazione a San Domenico.

### Interno
La navata interna è unica, ad aula, con due settori separati dall'arco a tutto sesto con contrafforti in corrispondenza della torre campanaria. Oltre all'altare maggiore la sala ospita l'altare laterale dedicato alla Madonna. La parte presbiteriale, leggermente rialzata, ha volte a crociera.  
Tutte le superfici interne sono arricchite di vari cicli di affreschi e di immagini votive. Parte degli affreschi sono attribuiti ad Andrea Bembo, artista appartenente ad una famiglia di pittori molto attiva nel bresciano. Brembo dipinse il ciclo di Storie San Domenico, attorno alla metà del XV secolo, composto da quindici episodi della vita del santo. Un aspetto artisticamente interessante è la contemporanea presenza nelle raffigurazioni sia di San Domenico sia di San Francesco che vengono presentati a Cristo dalla Madonna. Anche l'antico altare maggiore è affrescato e con un tabernacolo.